# Attentat de Buffalo
L'attentat de Buffalo, dans l'État de New York (États-Unis), se produit le 14 mai 2022 dans un magasin d'alimentation de la ville. Ayant pour cible la population afro-américaine, cette fusillade fait dix morts et trois blessés. L'auteur de l'attentat, Payton Gendron, âgé de 18 ans, est un suprématiste blanc et un fasciste qui déclare s'être inspiré de la théorie complotiste et d'extrême droite du « grand remplacement ».

## Déroulement
Un terroriste armé,  et équipé d'un gilet pare-balles, ouvre le feu sur les personnes présentes, tuant dix personnes et en blessant trois autres. Le terroriste a été appréhendé. Selon les premiers éléments de l'enquête, il s'agit d'un attentat raciste. Le suspect arrêté, Payton Gendron, né le 20 juin 2003, a posté un manifeste dans lequel il se décrit comme un suprématiste blanc et un fasciste,. Il diffuse en direct sur la plateforme Twitch ses tueries. Twitch supprime le contenu 2 minutes après le début de la diffusion.

## Victimes
- Celestine Chaney, 65 ans
- Roberta A. Drury, 32 ans
- Andre Mackniel, 53 ans
- Katherine Massey, 72 ans
- Margus D. Morrison, 52 ans
- Heyward Patterson, 67 ans
- Aaron Salter Jr., 55 ans
- Geraldine Talley, 62 ans
- Ruth Whitfield, 86 ans
- Pearl Young, 77 ans

## Réactions
L'attaque a été décrite comme un acte de terrorisme intérieur et fait l'objet d'une enquête en tant qu'attaque terroriste à motivation raciste.
L'attentat relance le débat sur la trop grande médiatisation de la théorie complotiste et d'extrême droite du « grand remplacement », dont s'est inspiré le terroriste,.
Le secrétaire général de l'ONU, António Guterres a, le 16 mai, annoncé dans un communiqué condamner fermement « un acte ignoble ».

## Procès pénal
Au procès pénal au niveau de l'État de New York, Payton Gendron a été condamné le 15 février 2023 à la réclusion à perpétuité sans droit à la libération conditionnelle, pour 25 chefs d'accusation,.
Après avoir été détenu, depuis son arrestation, dans la prison du comté d'Érié à Buffalo, il est transféré, à la suite de sa condamnation, dans la prison du comté de Livingston à Geneseo. Il y sera détenu jusqu'à la conclusion du procès fédéral, où il sera par la suite transféré dans une prison fédérale.
Le 12 janvier 2024, le département de la Justice des États-Unis annonce qu'il va requérir la peine de mort contre Gendron au procès fédéral pour crimes de haine.
Alors que son procès fédéral devait initialement débuter le 8 septembre 2025, il commencera finalement le 17 août 2026.

## Articles annexes
- Grand remplacement